# Antugnac
Antugnac – miejscowość i gmina we Francji, w regionie Oksytania, w departamencie Aude. W 2013 roku jej populacja wynosiła 330 mieszkańców. 

## Zabytki
Zabytki w Antugnac posiadające status Monument historique:
- Kościół Saint-André